# Chapelle Sainte-Eusébie de Marchiennes
La chapelle Sainte-Eusébie est une chapelle catholique située à Marchiennes, en France.

## Localisation
La chapelle est située dans le département français du Nord, sur la commune de Marchiennes, au croisement des rues d'Angleterre, du 8-Mai-1945 et du Bois de la Motte, à côté du collège Marguerite Yourcenar.